# بيتر كالاهان
بيتر كالاهان هو منافس ألعاب قوى بلجيكي، ولد في 1 يونيو 1991 في إيفانستون في الولايات المتحدة.

## وصلات خارجية
- بيتر كالاهان على موقع الاتحاد الدولي لألعاب القوى (الإنجليزية)
- بيتر كالاهان على موقع TFRRS.org (الإنجليزية)
- بيتر كالاهان على موقع TFRRS.org (الإنجليزية)